# Грабовський Віталій Вікторович
Віта́лій Ві́кторович Грабо́вський — український боксер. Чемпіон України; чемпіон Європи. Майстер спорту України (2021).

## З життєпису
Представляє місто Хмельницький — ДЮСШ № 2 «Авангард». Чемпіон України-2016 (вагова категорія 41.5 кг) і -2020 (ваова категорія 57 кг).
2020 року у столиці Болгарії місті Софія на Чемпіонаті Європи серед юніорів у ваговій категорії 57 кг здобув перемогу та став чемпіоном Європи. Тренер Андрій Чумаков.